# Hieracium macdonaldii
Hieracium macdonaldii là một loài thực vật có hoa trong họ Cúc. Loài này được Beaman & B.L.Turner mô tả khoa học đầu tiên năm 1990.